# Heemstede
Heemstede  è una municipalità dei Paesi Bassi di 26 060 abitanti situata nella provincia dell'Olanda Settentrionale.